# فردوس حسن
فردوس حسن (17 نوفمبر 1905 - 14 أبريل 1995)، ممثلة مصرية.

## عن حياتها
بدأت العمل الفني بعام 1923 ، عملت في كازينو دي باري مع محمد بهجت ثم في فرقة علي الكسار ومسرح رمسيس ودرست في المدارس الفرنسية وعملت في مجلة «الدنيا المصورة» ، كما أنها اشتهرت باللون الكوميدي. اعتزلت العمل الفني في عام 1962.

## أعمالها

### من الأفلام
- برسوم يبحث عن وظيفة (1923).
- سعاد الغجرية (1928).
- دنانير (1939).
- عايدة (1942).
- حبابة (1944).
- السوق السوداء (1945).
- ضحايا المدينة (1946).
- طلاق سعاد هانم (1948).
- ليت الشباب (1948).
- نرجس (1948).
- عدل السماء (1948).
- جنون الحب (1954).

### من المسرحيات
- السبنسة (1962).

## روابط خارجية
- فردوس حسن على موقع IMDb (الإنجليزية)
- فردوس حسن على موقع الدهليز
- فردوس حسن على موقع قاعدة بيانات الأفلام العربية